# Старые Атаги
Старые Атаги (чечен. Йоккха Атагlа, чечен. Сехьа Атагlа) — село в Урус-Мартановском районе Чеченской Республики. Административный центр Старо-Атагинского сельского поселения.

## География
Село расположено на левом берегу реки Аргун, в 15 км к югу от города Грозный и в 14 км к востоку от Урус-Мартана.
Ближайшие населённые пункты: на севере — Гикало, на северо-востоке — Чечен-Аул, на востоке — Новые Атаги, на юго-востоке — Чири-Юрт, на северо-западе — Гойты, на юге — Чири-Юрт, на юго-западе — Гойское и Алхазурово, на западе — город Урус-Мартан и на северо-западе — Гойты.
На южной стороне от села находится гора Чахкери-Корт.

## История

### Период древности
Люди на территории села живут более 2500 лет. В черте села есть группа курганов эпохи бронзового века. Из них выявлены предметы древности: бронзовая пряжка в виде двух ланей, оленевидные завидки и др.. На юго-западе от села расположена группа из 50 курганов. 1958 году Р. М. Мунчаевым были раскопаны несколько из них. В них обнаружены бронзовые и керамические предметы VI—IV века до н. э.
На самой южной окраине села, на месте разрушенного в 1826 году чеченского аула Чахкери сделано огромное количество археологических находок, в частности, Чахкеринская крестообразная стела, обнаруженная в 1844 году при строительстве военной крепости Воздвиженской. В. Ф. Миллер указал что она напоминает по форме византийскую стилистику. Также в Чахкери в 1844 и 1850 годах были обнаружены различные бронзовые украшения в так называемом «зверином стиле» (VI—V века до н. э.). С этих находок начинается современное археологическое исследование Чечни.
В Чахкери А. Д. Анучиным раскопаны два кургана, в которых обнаружены глиняная посуда, железный нож и другие предметы. Дореволюционный археолог В. И. Долбежев также отмечает найденные вокруг Чахкеры (не указывая конкретное место) уникальные находки.
Современное село Старые Атаги основано примерно в середине XVI века и впервые упоминается в 1604 году.
В марте 1783 года село было сожжено царскими войсками под командованием полковника Коха.
В Грозненском округе село входило в состав Урус-Мартановского участка. В 1874 году в ауле Старые Атаги было 412 дворов с 2104 жителями, а также четыре мечети. В 1883 году было 641 двор с населением 3055 человек.

### Период СССР
13 июня 1929 года в с. Старые Атаги был организован первый колхоз «Красный Аргун» из 33-х хозяйств. Организатором и руководителем колхоза стал Ибрагимов Исмаил, награждённый за свою работу Орденом Ленина.
В 1944 году, после выселения чеченцев чеченцев и упразднения Чечено-Ингушской АССР селение было переименовано в Предгорное.
В 1958 году, после восстановления Чечено-Ингушской АССР, селу было возвращено прежнее название.

### Новое время
1 января 2020 года село Старые Атаги вместе со всей территорией Старо-Атагинского сельского поселения были переданы из состава Грозненского района в Урус-Мартановский район.

## Население
| 1939    | 1959    | 1970    | 1979    | 1990    | 2002    | 2010    |
| ------- | ------- | ------- | ------- | ------- | ------- | ------- |
| 4990    | ↗5041   | ↗7935   | ↗8444   | ↗9076   | ↗10 161 | ↗10 884 |
| 2012    | 2013    | 2014    | 2015    | 2016    | 2017    | 2018    |
| ↗11 100 | ↗11 249 | ↗11 457 | ↗11 625 | ↗11 887 | ↗12 092 | ↗12 311 |
| 2019    | 2020    | 2021    | 2023    | 2024    |         |         |
| ↗12 494 | ↗12 720 | ↗14 280 | ↗14 414 | ↗14 602 |         |         |

Национальный состав
По данным Всероссийской переписи населения 2010 года:
| Народ   | Численность, чел. | Доля от всего населения, % |
| ------- | ----------------- | -------------------------- |
| чеченцы | 10 830            | 99,5 %                     |
| другие  | 54                | 0,5 %                      |
| всего   | 10 884            | 100,0 %                    |

### Тайпы
В селе проживают представители следующих тайпов : саттой, пхамтой, эгашбатой, варандой, гендарганой, вашандарой, келой, хаккой, чунгарой, тумсой и др.

## Образование
- Средняя общеобразовательная школа № 1[38].
- Средняя общеобразовательная школа № 2[39].
- Средняя общеобразовательная школа № 3[40].

## Памятники
- Памятник Махмуду Эсамбаеву установлен перед сельским Дворцом культуры.
- Братская могила двух советских лётчиков 219-й авиадивизии.